# Voices Together
Voices Together (pol. Głosy razem) – śpiewnik wykorzystywany przez Kościół mennonitów w Kanadzie i Kościół mennonitów w USA, wydany w 2020 roku.

## Historia powstania
Muzyka jest jedną z najważniejszych części składowych nabożeństwa mennonitów. Pracę nad nowym śpiewnikiem zostały zainaugurowane wiosną 2008 roku przez Kościół mennonitów w Kanadzie, Kościół mennonitów w USA i ich wspólne wydawnictwo Mennonite Publishing Network (obecnie MennoMedia). Kościoły rozesłały zapytanie do przywódców zborów i dyrygentów chórów. Latem 2011 roku wydano "The Heart of Mennonite Worship", który sugerował zborom zgłębienie i rozważenie nabożeństw i muzyki liturgicznej. Zbory zostały poproszone o przesłanie pieśni śpiewanych na cotygodniowych nabożeństwach. W 2014 roku połączony komitet Kościołów zlecił MennoMedia napisanie nowego śpiewnika i agendy liturgicznej, przy założeniu, że będzie pisany w ścisłej współpracy z oboma Kościołami. W 2015 roku MennoMedia rozpoczęła zbieranie pieniędzy na napisanie śpiewnika, którego nie mogła samodzielnie sfinansować, ponieważ jako małe wydawnictwo nie miała odpowiednio dużych rezerw finansowych na tak ambitny projekt. Wydawnictwu udało się zebrać 796 000 USD, dzięki którym prace zostały rozpoczęte. Dyrektora projektu został Bradley Kauffman, od lipca do jesieni 2016 roku mianowano 12 członków-wolontariuszy komitetu redakcyjnego. Komitet spotykał się osobiście trzy razy w roku, ostatnie spotkanie odbyło się w październiku 2019 roku, ale prace redakcyjne trwały do roku następnego (2020).

## Starsze śpiewniki
Voices Together jest następcą śpiewnika Hymnal: A Worship Book (1992) i jego dodatków: Sing the Journey (2005) i Sing the Story (2007). Hymnal: A Worship Book (1992) jest z kolei następcą śpiewnika The Mennonite Hymnal (1969). Między publikacją The Mennonite Hymnal (1969) a Hymnal: A Worship Book (1992) minęło 23 lata, między publikacją Hymnal: A Worship Book (1992) a Voices Together (2020) 28 lat.

## Zawartość[12]
Na hymn otwierający śpiewnik wybrano „Summoned by the God Who Made Us” autorstwa Siostry Delores Dufner, OSB, do tego hymnu użyto melodii NETTLETON.
Śpiewnik zawiera utwory z ponad 1000 lat, które zostały zebrane z ponad 40 języków.
293 pieśni pochodzą z Hymnal: A Worship Book (1992), 94 pochodzą z Sing the Journey (2005) lub Sing the Story (2007), 63 pochodzą z Hymnal: A Worship Book (1992), Sing the Journey (2005) lub Sing the Story (2007), 17 pochodzi z The Mennonite Hymnal (1969), a 293 pieśni to pieśni nowo napisane lub są pochodzenia ekumenicznego.
Najwięcej tekstów pochodzi z języków: angielskiego, hiszpańskiego lub niemieckiego.
Autorzy przedstawiają Boga w wielu postaciach: Skała, Król, Ojciec, Matka, używają zaimków rodzaju męskiego, jak i żeńskiego.
Jeden podzbiór zawiera pieśni pochodzące z XVI wieku, które są jednym z najważniejszych elementów tradycji mennonickiej, włączono 6 tekstów związanych z anabaptystami, które występowały we wcześniejszych śpiewnikach (3 zostały zmodyfikowane), dodano również 7 niewystępujących we wcześniejszych wersjach utworów. Skonsultowano się z historykami ruchu anabaptystów i postanowiono o dodaniu: 2 pieśni z śpiewnika z XVI wieku Ausbund, 3 pieśni napisanych na podstawie XVI wiecznych źródeł, takich jak pisma autorstwa Pilgrama Marpecka, 2 pieśni inspirowane są pismami anabaptystek z XVI wieku, które są najczęściej dostępne w formie listów z więzienia do rodziny lub z zeznań przed sądem.
Dzieło zawiera również materiały teologiczne, jak wyznanie wiary, jak i liturgiczne jak opis komunii, są również elementy modlitwy rodzinnej jak błogosławieństwo dziecka, czytania liturgiczne są zgodne z Revised Common Lectionary.

## Autorzy[30]
- Bradley Kauffman z Cincinnati – kierownik projektu i redaktor naczelny,
- Adam Tice z Goshen – edytor tekstu,
- Allan Rudy-Froese z Kitchener – profesor homiletyki w seminarium w Elkhart,
- Anneli Loepp Thiessen z Ottawy – dyrygent i magister muzyki,
- Benjamin Bergey z Harrisonburg[5] – montażysta muzyki,
- Cynthia Neufeld Smith z Jackson – organista,
- Darryl Neustaedter Barg z Winnipeg – specjalista z dziedziny komunikacji i mediów,
- Emily Grimes z Lancasteru (2016–2017) – nauczycielka muzyki i dyrygent chóru,
- Katie Graber z Ostrander – etnomuzykolog,
- Paul Dueck z Cartier[31] – nauczyciel muzyki,
- SaeJin Lee z Korei Południowej – studentka Biblii/religii/filozofii,
- Sarah Kathleen Johnson z Toronto – redaktor treści liturgicznych, doktor teologii Uniwersytetu Notre Dame,
- Tom Harder z Hillsboro (2013-2020) – pastor i nauczyciel śpiewu, członek grupy muzycznej Five Times Harder[32],
- Mike Erb z New Hamburg[33] – śpiewak, autor, pedagog i muzyk kościelny, członek nagradzanego[34] zespołu Twas Now[35].

## Wydanie[36][37][38]
- Wydanie ławkowe (ang. Pew edition)[39],
- Wydanie z dużą czcionką (ang. Large-print edition)[40],
- Wydanie przewodniczącego kultu (ang. Worship leader edition) – zawiera materiały pozwalające planować i prowadzić nabożeństwo, są w nim zawarte materiały teologiczne, praktyczne sugestie: jak kalendarz liturgiczny lub technologia podczas nabożeństwa. Zawiera rytuały sakramentów i innych obrzędów[41]. Na początku umieszczono esej „Connecting with Past Christians in Worship” na temat historii liturgii, jak kiedyś wyglądały nabożeństwa, a jak teraz wyglądają na całym świecie i jak wykorzystać tę wiedzę we współczesnym kulcie[26],
- Wydanie z akompaniamentem (ang. Accompaniment edition) – zawiera melodie do wydania ławkowego na instrumenty klawiszowe (organy), zawiera również warianty na innych instrumentach lub zmienione melodie[42],
- Wydanie do wyświetlania (ang. Projection edition) – zawiera muzykę i tekst z wydania ławkowego na pamięci flash, które można wyświetlać podczas nabożeństwa[43].
- Wydanie audio (ang. Audio recordings) – w czterech tomach zebrano testy wykonane przez chóry menonickie[44],
- Wydanie cyfrowe (ang. App edition)[45] – dostępna na iOS, Android i iPady[46][47].

## Prawa autorskie
Redakcja nie posiada wszystkich praw do dzieł umieszczonych w śpiewniku, dzieła posiadają około 150 właścicieli z prawami autorskimi.

## Kontrowersje
Siedem hymnów napisanych przez Davida Roberta Haasa miały zostać początkowo umieszczone w śpiewniku, jednak po oskarżeniach Haasa o niewłaściwe zachowanie wobec kobiet zostały one usunięte.
Śpiewnik używa języka inkluzywnego, rozważano przy tym, czy należy zastąpić słowo Pan (ang. Lord), ale ostatecznie wprowadzono tylko delikatne zmiany.

## Wydawnictwo
MennoMedia to wydawnictwo Mennonite Church USA i Mennonite Church Canada wytwarza materiały dla kościoła i społeczeństwa, które są potrzebne do życia w wierze chrześcijańskiej z perspektywy anabaptystycznej, jest następcą wydawnictw: Faith & Life Press, Mennonite Publishing House i Mennonite Publishing Network. Wydaje programy nauczania dla szkół i książki na tematy religijne. Jest związane z wydawnictwem Herald Press.